# 科多尔省公路网

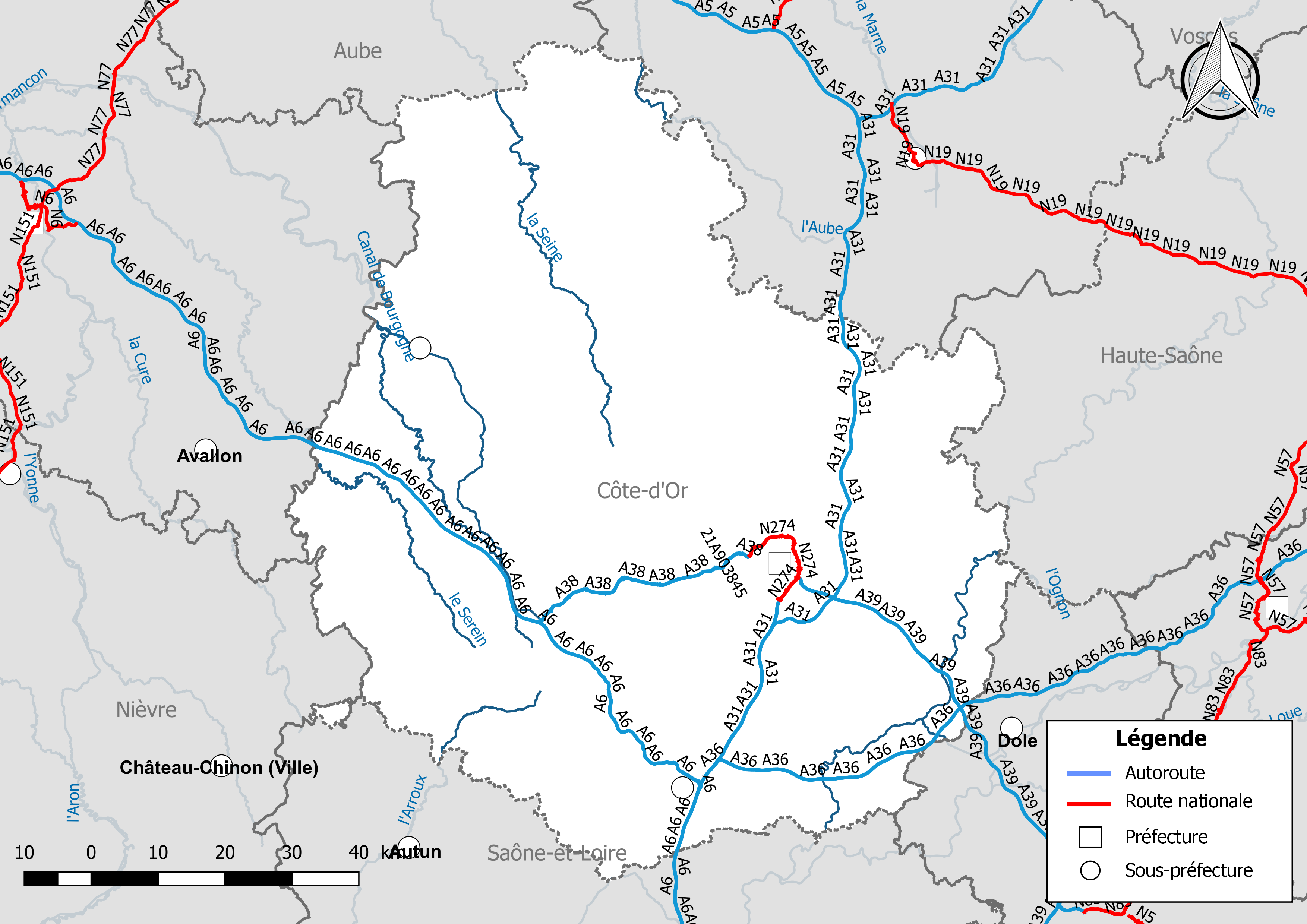
科多尔省公路网

科多尔省公路网是法国科多尔省境内公路设施的统称。截止2020年4月，科多尔省境内共有高速公路298公里，国道18公里，省道5816公里以及其它公路6616公里。

## 历史
科多尔省的第一条公路出现于18世纪末，最初仅供马车行驶，工业革命后开始出现机动车辆。1930年，科多尔省境内的公路系统进行了统一编号。1972年和2006年，法国的国道系统两次大规模拆分，其中科多尔省境内的法国国道N5线、N96线等均改为省道，并重新编号。
|          | 2002  | 2003  | 2004  | 2005  | 2006  | 2007  | 2008  | 2009  | 2010  | 2011  | 2012  | 2013  | 2014  | 2015  | 2016  | 2017  |
| -------- | ----- | ----- | ----- | ----- | ----- | ----- | ----- | ----- | ----- | ----- | ----- | ----- | ----- | ----- | ----- | ----- |
| 高速公路 | 297   | 297   | 298   | 297   | 297   | 298   | 298   | 298   | 298   | 298   | 298   | 298   | 298   | 298   | 298   | 298   |
| 国道     | 361   | 361   | 361   | 20    | 20    | 12    | 12    | 12    | 12    | 12    | 12    | 18    | 18    | 18    | 18    | 18    |
| 省道     | 5516  | 5516  | 5520  | 5527  | 5866  | 5866  | 5890  | 5890  | 5890  | 5890  | 5845  | 5840  | 5837  | 5816  | 5816  | 5816  |
| 其它道路 | 5689  | 5703  | 5731  | 5821  | 5861  | 5923  | 5923  | 5923  | 6053  | 6053  | 6168  | 6238  | 6238  | 6422  | 6576  | 6616  |
| 总计     | 11863 | 11877 | 11910 | 11665 | 12044 | 12099 | 12123 | 12123 | 12253 | 12253 | 12323 | 12394 | 12391 | 12554 | 12708 | 12748 |

## 路网

### 高速公路
- 法国A6号高速公路（科多尔省境内全长约95公里，共设有3个出入口和2个互通式立交桥）
- 法国A31号高速公路（科多尔省境内全长约85公里，共设有3个出入口和4个互通式立交桥）
- 法国A36号高速公路（科多尔省境内全长约42.6公里，共设有1个出入口和2个互通式立交桥）
- 法国A38号高速公路（科多尔省境内全长约37公里，共设有10个出入口和2个互通式立交桥）
- 法国A39号高速公路（科多尔省境内全长约35公里，共设有2个出入口和3个互通式立交桥）
- 法国A311号高速公路（科多尔省境内全长约4公里，共设有1个出入口和2个互通式立交桥）

### 国道
- 法国国道N274线（法语：Route nationale 274）（第戎环城公路），科多尔省境内全长约18.2公里。

### 省道
| 科多尔省省道列表        |             |                       | |                        |
| 编号                    | 长度 （km） | 起点 连接线           | 主要途径市镇（斜体字表示该道路距离该市镇政府所在地最近距离超过1公里） | 终点 连接线            |
| D70 （西段）            | 30.5        | 拉罗什昂布勒尼勒 D906 | 拉罗什昂布勒尼勒 ↔ 莫尔旺地区栋皮埃尔 ↔ 艾西苏蒂勒 ↔ 普雷西苏蒂勒 ↔ 维克苏蒂勒 ↔ 楠苏蒂勒 ↔ 马尔西尼苏蒂勒 ↔ 布罗 ↔ 克拉姆雷 ↔ 沃洛尼/圣蒂博 ↔ 马西伊和德拉西 ↔ 维托 | 维托 D905              |
| D70 （东段）            | 33.7        | 第戎 达西广场         | 第戎 ↔ 圣阿波利奈尔 ↔ 瓦鲁瓦和谢尼奥 ↔ 库泰尔农 ↔ 蒂耶河畔阿尔克 ↔ 阿尔索 ↔ 马尼圣梅达尔 ↔ 萨沃勒 ↔ 贝兹河畔米尔博 ↔ 瓦西伊/舍日 ↔ 勒内沃 | （上索恩省） D70       |
| D905                    | 132         | （约讷省） D905       | 鲁日蒙 ↔ 比丰 ↔ 圣雷米 ↔ 蒙巴尔 ↔ 马尔马涅 ↔ 诺让莱蒙巴尔 ↔ 凡莱蒙巴尔 ↔ 库尔塞勒莱蒙巴尔 ↔ 伯努瓦塞 ↔ 塞尼 ↔ 梅内特勒勒皮图瓦 ↔ 沃纳雷莱洛姆 ↔ 阿利斯圣雷娜 ↔ 奥泽兰河畔弗拉维尼 ↔ 普耶奈 ↔ 拉罗什瓦诺 ↔ 布兰 ↔ 阿尔奈苏维托 ↔ 波桑日 ↔ 维托 ↔ 萨夫尔 ↔ 昂西勒弗朗 ↔ 格罗布瓦昂蒙塔涅 ↔ 欧比尼莱松贝农 ↔ 维耶伊穆兰 ↔ 松贝农 ↔ 梅蒙 ↔ 阿热/普拉隆 ↔ 乌什河畔圣玛丽 ↔ 乌什河畔弗勒雷 ↔ 乌什河畔沃拉尔 ↔ 普隆比耶尔莱第戎 ↔ 塔朗 ↔ 第戎 ↔ 塞讷塞莱第戎 ↔ 讷伊-克里莫卢瓦 ↔ 福韦尔内 ↔ 蒂耶河畔马尼/瓦朗日 ↔ 让利斯 ↔ 隆若 ↔ 普吕沃 ↔ 科隆日莱普勒米耶尔/普吕韦 ↔ 苏瓦朗 ↔ 特雷克兰/尚多特尔/维莱尔莱波/蒂耶奈 ↔ 欧索讷 ↔ 维莱罗坦 ↔ 比耶 | （汝拉省） D905        |
| D906                    | 87.3        | （约讷省） D906       | 鲁夫赖 ↔ 拉罗什昂布勒尼勒 ↔ 莫尔费 ↔ 圣迪迪耶 ↔ 索略 ↔ 图瓦西拉贝谢尔/列奈 ↔ 叙塞 ↔ 阿勒雷 ↔ 茹埃 ↔ 阿尔奈勒迪克 ↔ 圣普里莱萨尔奈 ↔ 马利尼 ↔ 拉康什 ↔ 尚皮尼奥勒/索塞/托米雷 ↔ 瓦勒蒙 ↔ 桑托斯 ↔ 博比尼 ↔ 拉罗什波 ↔ 圣欧班 ↔ 沙萨涅蒙拉谢 ↔ 科尔波 | （索恩-卢瓦尔省） D906 |
| D928                    | 34.2        | 塞纳河畔沙蒂永 D971   | 塞纳河畔沙蒂永 ↔ 乌尔斯河畔维洛特 ↔ 迈塞勒迪克 ↔ 旺韦 ↔ 武莱讷莱唐普利耶 ↔ 勒格莱 ↔ 乌尔斯河畔勒塞 ↔ 默内布勒 ↔ 尚班 | （上马恩省） D428      |
| D959                    | 86.5        | 乌尔斯河畔勒塞 D971   | 乌尔斯河畔勒塞 ↔ 比尔莱唐普利耶 ↔ 伯讷夫尔 ↔ 格朗塞堡-讷韦勒 ↔ 屈塞莱福日 ↔ 蒂耶河畔马雷 ↔ 蒂耶河畔维耶 ↔ 蒂耶河畔伊斯 ↔ 蒂耶河畔马西伊 ↔ 蒂勒沙泰勒 ↔ 吕村 ↔ 贝兹 ↔ 贝兹河畔努瓦龙 ↔ 塔奈 ↔ 贝兹河畔米尔博 ↔ 贝祖奥特 ↔ 沙尔姆 ↔ 蒙芒松 ↔ 德朗邦 ↔ 索恩河畔蓬塔耶 ↔ 奥尼翁河畔佩里尼 ↔ 克莱里 | （汝拉省） D459        |
| D965                    | 46.5        | （约讷省） D965       | 莱涅 ↔ 马尔瑟奈/拉雷/比塞拉皮埃尔 ↔ 潘松莱拉雷 ↔ 塞里伊 ↔ 塞纳河畔圣科隆布 ↔ 塞纳河畔沙蒂永 ↔ 马桑日 ↔ 莫松/乌尔斯河畔普吕利 ↔ 乌尔斯河畔布里永 ↔ 比塞拉科特 ↔ 库尔邦 ↔ 奥布河畔沃索勒 ↔ 布德勒维尔 | （上马恩省） D65       |
| D971                    | 96.6        | 第戎 D905             | 第戎 ↔ 塔朗 ↔ 代 ↔ 达鲁瓦 ↔ 埃托勒 ↔ 瓦勒叙宗 ↔ 弗朗什维尔 ↔ 圣马丹迪蒙 ↔ 圣塞纳拉拜 ↔ 尚帕尼 ↔ 伊尼翁河畔蓬塞 ↔ 尚索 ↔ 比伊莱尚索/弗罗卢瓦 ↔ 普瓦瑟勒城和拉佩里耶尔 ↔ 拜尼厄莱瑞夫 ↔ 昂皮伊莱博尔德 ↔ 马尼朗贝尔/塞纳河畔贝勒诺 ↔ 塞纳河畔圣马克 ↔ 布雷米尔和沃鲁瓦 ↔ 塞纳河畔艾塞 ↔ 塞纳河畔诺 ↔ 沙梅松 ↔ 昂皮伊勒塞克 ↔ 班塞 ↔ 塞纳河畔艾塞 ↔ 塞纳河畔沙蒂永 ↔ 蒙利奥和库尔塞勒 ↔ 瓦奈尔 ↔ 奥布特雷 ↔ 维莱帕特拉 ↔ 塞纳河畔沙雷 ↔ 戈梅维尔 | （奥布省） D671        |
| D974                    | 93          | （上马恩省） D974     | 瑟隆热 ↔ 奥尔维尔 ↔ 蒂勒沙泰勒 ↔ 热莫 ↔ 马尔萨奈勒布瓦 ↔ 诺尔日城 ↔ 阿涅尔莱第戎 ↔ 第戎 ↔ 舍诺沃 ↔ 马尔萨奈拉科特 ↔ 库谢 ↔ 菲克桑 ↔ 布罗雄 ↔ 热夫雷-尚贝坦 ↔ 莫雷圣但尼 ↔ 尚博勒米西尼/日伊莱西托 ↔ 武若 ↔ 弗拉热-埃谢佐 ↔ 沃讷-罗马内 ↔ 夜圣乔治 ↔ 普勒莫-普里塞 ↔ 孔布朗希安 ↔ 科尔戈卢万 ↔ 拉杜瓦-塞里尼 ↔ 阿洛斯科尔通 ↔ 萨维尼莱博讷/绍雷莱博讷 ↔ 博讷 ↔ 波马尔 ↔ 沃尔奈 ↔ 默尔索 ↔ 皮利尼蒙拉谢 ↔ 科尔波 ↔ 桑特奈 | （索恩-卢瓦尔省） D974 |
| D976                    | 55.4        | 瑟尔 二战胜利日街     | 瑟尔 ↔ 尚布朗 ↔ 帕尼堡 ↔ 洛讷 ↔ 圣让德洛讷 ↔ 圣于萨日 ↔ 埃什农 ↔ 特鲁昂 ↔ 莱马伊 ↔ 尚多特尔 ↔ 维莱勒波 ↔ 阿泰 ↔ 蓬塞莱萨泰 ↔ 索恩河畔拉马什 ↔ 翁日 ↔ 索恩河畔蓬塔耶 ↔ 索恩河畔马克西利 ↔ 塔尔迈 | （上索恩省） D476      |
| 1. 2. 3. 4. 5. 6. 7. 8. |             |                       | |                        |